# Francisco Javier Delgado Venegas
Francisco Javier Delgado Venegas (Villanueva del Ariscal, provincia de Sevilla, 18 de diciembre de 1714-Madrid, 10 de diciembre de 1781) fue un eclesiástico español, obispo de la Diócesis de Canarias, 
de Sigüenza, 
arzobispo de Sevilla, y con retención de este cargo, patriarca de las Indias Occidentales, 
Vicario general castrense 
y desde 1778 cardenal, aunque nunca viajó a Roma para recibir el título ni el capelo.
Fallecido en Madrid a los 67 años, fue sepultado provisionalmente en el monasterio de Copacabana de los agustinos recoletos; sus restos, profanados en 1808 por las tropas francesas durante la guerra de independencia, fueron trasladados dos años después a la catedral de Sevilla.
| Predecesor: Valentín Morán Menéndez                      | Obispo de la Diócesis de Canarias 1761 – 1768                                | Sucesor: Juan Bautista Cervera             |
| Predecesor: José Patricio de la Cuesta y Velarde         | Obispo de Sigüenza 1769 – 1776                                               | Sucesor: Juan Díaz de la Guerra            |
| Predecesor: Francisco de Solís Folch y Cardona           | Arzobispo de Sevilla 1776 – 1781 †                                           | Sucesor: Alonso Marcos de Llanes Argüelles |
| Predecesor: Buenaventura de Córdoba Espínola de la Cerda | Vicario general castrense Patriarca de las Indias Occidentales 1778 – 1781 † | Sucesor: Cayetano de Adsor y Pares         |